# Ze'ev Zeltzer
Ze'ev Zeltzer (in ebraico זאב זלצרי‎?; Petah Tiqwa, 9 febbraio 1944) è un allenatore di calcio ed ex calciatore israeliano, di ruolo centrocampista.

## Carriera

### Calciatore

#### Club
Zeltzer esordì nel massimo campionato israeliano nella stagione 1959-1960 con il Maccabi Petah Tiqwa. Retrocede con il suo club nella stagione 1962-1963, venendo però ripescato; Zeltzer retrocedette con il suo club al termine della Liga Leumit 1965-1966.
Nel 1967 si trasferisce negli Stati Uniti d'America per giocare nei New York Generals, società militante nella neonata NPSL. Dai Generals venne ceduto ai Los Angeles Toros. Con i Toros ottenne il quinto ed ultimo posto nella Western Division.
Ritornò al Maccabi Petah Tiqwa nel 1969, tornando a giocare nella massima serie israeliana. Retrocedette in cadetteria con il suo club nella stagione 1970-1971. Ottenne il ritorno in massima serie con la vittoria del girone nord della Liga Alef 1971-1972. Retrocesso con il suo club al termine della stagione 1974-1975, venne ripescato e Zeltzer giocò ultima stagione in massima serie, ottenendo l'ottavo posto finale.

#### Nazionale
Zeltzer giocò quattro incontri con la nazionale israeliana tra il 1964 ed il 1970

##### Cronologia presenze e reti in Nazionale
| Cronologia completa delle presenze e delle reti in nazionale ― Israele | Cronologia completa delle presenze e delle reti in nazionale ― Israele | Cronologia completa delle presenze e delle reti in nazionale ― Israele | Cronologia completa delle presenze e delle reti in nazionale ― Israele | Cronologia completa delle presenze e delle reti in nazionale ― Israele | Cronologia completa delle presenze e delle reti in nazionale ― Israele | Cronologia completa delle presenze e delle reti in nazionale ― Israele | Cronologia completa delle presenze e delle reti in nazionale ― Israele |
| Data                                                                   | Città                                                                  | In casa                                                                | Risultato                                                              | Ospiti                                                                 | Competizione                                                           | Reti                                                                   | Note                                                                   |
| ---------------------------------------------------------------------- | ---------------------------------------------------------------------- | ---------------------------------------------------------------------- | ---------------------------------------------------------------------- | ---------------------------------------------------------------------- | ---------------------------------------------------------------------- | ---------------------------------------------------------------------- | ---------------------------------------------------------------------- |
| 17-3-1963                                                              | Ramat Gan                                                              | Israele                                                                | 0 – 2                                                                  | Vietnam del Sud                                                        | Qual. XVIII Olimpiade                                                  | -                                                                      |                                                                        |
| 10-11-1970                                                             | Ramat Gan                                                              | Israele                                                                | 0 – 1                                                                  | Australia                                                              | Amichevole                                                             | -                                                                      | 80’                                                                    |
| Totale                                                                 |                                                                        | Presenze                                                               | 2                                                                      |                                                                        | Reti                                                                   | 0                                                                      |                                                                        |

### Allenatore
Ritiratosi dal calcio giocato, nel 1976 diviene l'allenatore del Maccabi Petah Tiqwa, con cui retrocede in cadetteria al termine della Liga Leumit 1976-1977.
La stagione seguente diviene l'allenatore dei cadetti del Bnei Yehuda, con cui vincerà il campionato ottenendo la promozione nella massima serie e raggiungerà la finale della coppa d'Israele, persa contro il Maccabi Netanya. Nel successivo torneo ottiene il quarto posto finale, identico piazzamento ottenuto nella Liga Leumit 1979-1980 ma alla guida dell'Hapoel Yehud.
Dopo una stagione alla guida del Maccabi Tel Aviv allena per due stagioni il Maccabi Yavne. Dal 1985 al 1989 è alla guida del Maccabi Netanya, con cui ottiene un secondo posto nella Liga Leumit 1987-1988. Dal 1989 al 1991 è l'allenatore del Beitar Gerusalemme, con cui retrocede in cadetteria al termine della stagione 1990-1991.
Dopo aver allenato l'Hapoel Petah Tiqwa ed essere tornato brevemente al Maccabi Petah Tiqwa, allena l'Ironi Ashdod ed il Maccabi Herzliya.
Ha allenato la nazionale Under-19 di calcio d'Israele dal 1995 al 2006.

## Palmarès

### Calciatore

#### Competizioni nazionali
- Liga Alef: 1

Maccabi Petah Tiqwa: 1971-1972 (Divisione Nord)

### Allenatore

#### Competizioni nazionali
- Liga Artzit: 1

Bnei Yehuda: 1977-1978